# Cristiano di Sassonia-Weissenfels
Cristiano Sassonia-Weissenfels (Weißenfels, 23 febbraio 1682 – Sangerhausen, 28 giugno 1736) dal 1712 al 1736 divenne il quarto Duca di Sassonia-Weissenfels, dell'omonima famiglia, linea collaterale dei Wettin.

## Biografia
Cristiano era il sesto figlio del Duca Giovanni Adolfo I di Sassonia-Weissenfels e di sua moglie, Giovanna Maddalena, figlia del Duca Federico Guglielmo II di Sassonia-Altenburg.
Il Duca Cristiano ottenne il governo del ducato alla morte del fratello Giovanni Giorgio nel 1712 e continuò sostanzialmente la politica di mecenatismo come la promozione delle scienze, d'educazione e della cultura per al quale creò nel 1716 a Weissenfels il Seminarium illustre. Anche la città di Sangerhausen venne fortemente promossa oltre alla capitale come nuova residenza, con la ristrutturazione dell'antico castello in forme barocche. Le enormi spese sostenute, iniziarono ad avere un peso decisivo nell'economia locale nel 1719. Il fatto fece sì che l'Imperatore nominasse una commissione economica che salvaguardasse le finanze dello stato.

## Bach e il principe cacciatore
Più di tutti i suoi predecessori e successori, il Duca Cristiano fu un cacciatore perfetto e cacciò moltissimi animali entro i boschi delle proprie proprietà.
Per questa sua passione, in occasione del suo trentunesimo compleanno, nel 1713, il compositore Johann Sebastian Bach gli dedicò la famosa Jagdkantate (BWV 208) come musica per le feste di caccia a carattere pastorale.

## Morte
Il Duca Cristiano morì il 28 giugno 1736 all'età di 54 anni e venne sepolto nella chiesa degli agostiniani del Castello di Weissenfels.
Dal momento che non lasciò discendenza, il trono passò a suo fratello Giovanni Adolfo II.

## Matrimonio e figli
Cristiano si sposò l'11 maggio 1712 a Stolberg con Luisa Cristiana di Stolberg-Ortenberg, figlia del Conte Cristiano Luigi I e di Luisa Cristina d'Assia-Darmstadt.
In occasione di questo suo matrimonio, l'Elettore Augusto II lo omaggiò con uno splendido dono: un bellissimo calice d'oro cesellato e dipinto a smalti con l'inserto di bellissime pietre preziose.
Il matrimonio rimase senza eredi.

## Ascendenza
|                                                     |                                                  |                                                         | Genitori                                              |  |  | Nonni |  |  | Bisnonni                                         |  |  | Trisnonni                                      |  |
|                                                     |                                                  |                                                         |                                                       |  |  |       |  |  | 8. Johann Georg I, principe elettore di Sassonia |  |  | 16. Christian I, principe elettore di Sassonia |  |
|                                                     |                                                  |                                                         |                                                       |  |  |       |  |  | 8. Johann Georg I, principe elettore di Sassonia |  |  | 16. Christian I, principe elettore di Sassonia |  |
|                                                     |                                                  | 17. Sophie von Brandenburg                              |                                                       |  |  |       |  |  | 8. Johann Georg I, principe elettore di Sassonia |  |  |                                                |  |
| 4. August, duca di Sassonia-Weissenfels             |                                                  |                                                         |                                                       |  |  |       |  |  | 8. Johann Georg I, principe elettore di Sassonia |  |  |                                                |  |
|                                                     |                                                  | 9. Magdalena Sibylle von Preußen                        | 18. Albrecht Friedrich, duca di Prussia               |  |  |       |  |  |                                                  |  |  |                                                |  |
|                                                     |                                                  | 9. Magdalena Sibylle von Preußen                        | 18. Albrecht Friedrich, duca di Prussia               |  |  |       |  |  |                                                  |  |  |                                                |  |
|                                                     |                                                  | 9. Magdalena Sibylle von Preußen                        | 19. Marie Eleonore von Jülich-Kleve-Berg              |  |  |       |  |  |                                                  |  |  |                                                |  |
| 2. Johann Adolf I, duca di Sassonia-Weissenfels     |                                                  | 9. Magdalena Sibylle von Preußen                        |                                                       |  |  |       |  |  |                                                  |  |  |                                                |  |
|                                                     |                                                  | 10. Adolf Friedrich I, duca di Meclemburgo-Schwerin     | 20. Johann VII, duca di Meclemburgo-Schwerin          |  |  |       |  |  |                                                  |  |  |                                                |  |
|                                                     |                                                  | 10. Adolf Friedrich I, duca di Meclemburgo-Schwerin     | 20. Johann VII, duca di Meclemburgo-Schwerin          |  |  |       |  |  |                                                  |  |  |                                                |  |
|                                                     |                                                  | 10. Adolf Friedrich I, duca di Meclemburgo-Schwerin     | 21. Sophia von Schleswig-Holstein-Gottorf             |  |  |       |  |  |                                                  |  |  |                                                |  |
| 5. Anna Maria zu Mecklenburg-Schwerin               |                                                  | 10. Adolf Friedrich I, duca di Meclemburgo-Schwerin     |                                                       |  |  |       |  |  |                                                  |  |  |                                                |  |
|                                                     |                                                  | 11. Anna Maria von Ostfriesland                         | 22. Enno III, conte della Frisia orientale            |  |  |       |  |  |                                                  |  |  |                                                |  |
|                                                     |                                                  | 11. Anna Maria von Ostfriesland                         | 22. Enno III, conte della Frisia orientale            |  |  |       |  |  |                                                  |  |  |                                                |  |
|                                                     |                                                  | 11. Anna Maria von Ostfriesland                         | 23. Anna von Schleswig-Holstein-Gottorf               |  |  |       |  |  |                                                  |  |  |                                                |  |
| 1. Christian, duca di Sassonia-Weissenfels          |                                                  | 11. Anna Maria von Ostfriesland                         |                                                       |  |  |       |  |  |                                                  |  |  |                                                |  |
|                                                     | 12. Friedrich Wilhelm I, duca di Sassonia-Weimar | 24. Johann Wilhelm, duca di Sassonia-Weimar             |                                                       |  |  |       |  |  |                                                  |  |  |                                                |  |
|                                                     | 12. Friedrich Wilhelm I, duca di Sassonia-Weimar | 24. Johann Wilhelm, duca di Sassonia-Weimar             |                                                       |  |  |       |  |  |                                                  |  |  |                                                |  |
|                                                     | 12. Friedrich Wilhelm I, duca di Sassonia-Weimar | 25. Dorothea Susanne von der Pfalz-Simmern              |                                                       |  |  |       |  |  |                                                  |  |  |                                                |  |
| 6. Friedrich Wilhelm II, duca di Sassonia-Altenburg | 12. Friedrich Wilhelm I, duca di Sassonia-Weimar |                                                         |                                                       |  |  |       |  |  |                                                  |  |  |                                                |  |
|                                                     |                                                  | 13. Anna Maria von Pfalz-Neuburg                        | 26. Philipp Ludwig, conte palatino di Neuburg         |  |  |       |  |  |                                                  |  |  |                                                |  |
|                                                     |                                                  | 13. Anna Maria von Pfalz-Neuburg                        | 26. Philipp Ludwig, conte palatino di Neuburg         |  |  |       |  |  |                                                  |  |  |                                                |  |
|                                                     |                                                  | 13. Anna Maria von Pfalz-Neuburg                        | 27. Anna von Jülich-Kleve-Berg                        |  |  |       |  |  |                                                  |  |  |                                                |  |
| 3. Johanna Magdalena von Sachsen-Altenburg          |                                                  | 13. Anna Maria von Pfalz-Neuburg                        |                                                       |  |  |       |  |  |                                                  |  |  |                                                |  |
|                                                     |                                                  | 14. Johann Georg I, principe elettore di Sassonia (= 8) | 28. Christian I, principe elettore di Sassonia (= 16) |  |  |       |  |  |                                                  |  |  |                                                |  |
|                                                     |                                                  | 14. Johann Georg I, principe elettore di Sassonia (= 8) | 28. Christian I, principe elettore di Sassonia (= 16) |  |  |       |  |  |                                                  |  |  |                                                |  |
|                                                     |                                                  | 14. Johann Georg I, principe elettore di Sassonia (= 8) | 29. Sophie von Brandenburg (= 17)                     |  |  |       |  |  |                                                  |  |  |                                                |  |
| 7. Magdalena Sibylla von Sachsen                    |                                                  | 14. Johann Georg I, principe elettore di Sassonia (= 8) |                                                       |  |  |       |  |  |                                                  |  |  |                                                |  |
|                                                     |                                                  | 15. Magdalena Sibylle von Preußen (= 9)                 | 30. Albrecht Friedrich, duca di Prussia (= 18)        |  |  |       |  |  |                                                  |  |  |                                                |  |
|                                                     |                                                  | 15. Magdalena Sibylle von Preußen (= 9)                 | 30. Albrecht Friedrich, duca di Prussia (= 18)        |  |  |       |  |  |                                                  |  |  |                                                |  |
|                                                     |                                                  | 15. Magdalena Sibylle von Preußen (= 9)                 | 31. Marie Eleonore von Jülich-Kleve-Berg (= 19)       |  |  |       |  |  |                                                  |  |  |                                                |  |
|                                                     |                                                  | 15. Magdalena Sibylle von Preußen (= 9)                 |                                                       |  |  |       |  |  |                                                  |  |  |                                                |  |